# Lover I Don’t Have to Love
A Lover I Don’t Have to Love a Bright Eyes egy dala a Lifted or The Story is in the Soil, Keep Your Ear to the Ground albumról, illetve második kislemeze, amelyet 2002-ben adott ki a Saddle Creek Records.

## Leírás
A videóklipben egy karaoke-előadás látható, miközben a háttér változik.
A számot a Bettie Serveert feldolgozta 2004-es Attagirl lemezén; ez a verzió hallható A narancsvidék sorozat 3. évadának The Undertow epizódjában.
Az „I asked your name, you asked the time” („Én a neved kérdeztem, te az időt”) J. D. Salinger „Zabhegyező” című regényére utal.
A borító Casey Scott alkotása.

## Számlista
| 1.    | Lover I Dont’t Have to Love                 | 4:00 |
| 2.    | Army in the White Coat                      | 5:34 |
| 3.    | Out on the Weekend (Neil Young-feldolgozás) | 4:13 |
| 13:47 |                                             |      |

## Fordítás
Ez a szócikk részben vagy egészben  a   Lover I Don't Have to Love című angol Wikipédia-szócikk ezen változatának fordításán alapul.  Az eredeti cikk szerkesztőit annak laptörténete sorolja fel. Ez a jelzés csupán a megfogalmazás eredetét és a szerzői jogokat jelzi, nem szolgál a cikkben szereplő információk forrásmegjelöléseként.